# Иванько, Сергей Сергеевич
Сергей Сергеевич Иванько (23 октября 1925, Нежин, УССР, СССР — 2 мая 2004, Силвер-Спринг, США) — советский дипломат, литературовед (под псевдонимом С. Батурин), переводчик. Эпонимический персонаж повести Владимира Войновича «Иванькиада».

## Биография
Окончил Военный институт иностранных языков (1951). С 1953 года печатался как журналист, переводил современную китайскую литературу. С 1954 был заместителем ответственного секретаря журнала «Новое время», членом редколлегии газеты «Литература и жизнь» (1958—1959, уволен за опечатку в материале о советско-китайской дружбе), заведующий редакцией восточных литератур Гослитизидата.
Затем занимал ряд дипломатических и государственных должностей:
- Заведующий сектором, директор Издательской службы ООН (1962—1970)
- главный редактор Главной редакции художественной литературы, член редколлегии Госкомиздата СССР (1970—1974)
- директор отдела Бюро персонала ООН (1974—1980)
- начальник Управления внешних сношений, член коллегии Министерства культуры СССР (1980—1983)
- первый заместитель председателя правления АПН (1983—1988)
- заведующий информационным отделом, советник посольства СССР в США, главный редактор журнала «Soviet Life» (1988—1991).

Член Союза журналистов (1958), Союза писателей (1972).
В 1978 году перебежчик Виктор Суворов назвал Иванько советским шпионом.
После 1991 года жил с семьёй в США.
Сын Александр (род. 1962) — международный гражданский служащий, Специальный представитель Генерального секретаря ООН по Западной Сахаре и глава Миссии ООН по проведению референдума в Западной Сахаре.

## «Иванькиада»
В 1973 году собрание жильцов ЖСК «Московский писатель» постановило предоставить освободившуюся двухкомнатную квартиру семье писателя Войновича взамен однокомнатной в том же доме. Однако живший в соседней квартире Иванько пожелал присоединить её к своей жилплощади, для чего воспользовался своими немалыми связями; и всё же в конечном счёте был вынужден отступить: дважды    собрание пайщиков голосовало в пользу Войновича. Перипетии этой борьбы составили сюжет повести, вышедшей в 1976 году.
Войнович передаёт слух, что Иванько — «родственник бывшего председателя КГБ Семичастного» и «занимает очень заметный пост в том самом учреждении, где его родственник Семичастный был председателем». В послесловии 2010 года Войнович пишет:
Благодаря мне Сергей Иванько прославился гораздо больше, чем своими книгами. Я слышал, что после выхода американского издания «Иванькиады» он пытался скупить весь тираж, что ему, естественно, не удалось. После чего он смирился с существованием этой книги и даже, как я слышал, соглашался ставить на ней автографы.

## Книги

### Под своим именем
- Тайвань — исконная китайская земля. — М.: Госполитиздат, 1955
- США и Китай (Политика США в отношении Китая. 1948-1968). – М.: Международные отношения, 1969
- Меняющаяся Америка. Путевые заметки. — М.: Изд-во АПН, 1988
- Фенимор Купер. — М.: Молодая гвардия, 1990 (Жизнь замечательных людей)

Под его редакцией вышли собрания сочинений Теодора Драйзера в 12 томах (1973; 1986), Фенимора Купера в семи томах (1982), Джека Лондона в шести томах (1989).

### Под псевдонимом С. Батурин
- Драйзер. — М.: Молодая гвардия, 1975 (Жизнь замечательных людей)
- Портреты американских писателей: Линкольн Стеффенс, Джек Лондон, Теодор Драйзер. — М.: Художественная литература, 1979
- «Ваш во имя революции». Рассказ о Джеке Лондоне. — М.: Детская литература, 1983.
- Джон Стейнбек и традиции американской литературы. — М.: Художественная литература, 1984

### Переводы
- Лю Бай-юй. Избранное. — М.: Изд-во иностранной литературы, 1955
- Ай У. В огне рождается сталь. — М.: Молодая гвардия, 1959
- Мао Дунь. Распад. — М.: Художественная литература, 1968